# Семантическая роль
Семантическая роль имени при предикате — в языкознании: часть семантики предиката, отражающая общие свойства аргумента предиката — участника называемой предикатом ситуации. Описание в терминах семантических ролей отражает сходства моделей управления различных предикатных слов.
Понятие семантической роли предложено Ч. Филлмором, вначале использовавшим термин «глубинный падеж». В порождающей грамматике ему соответствует термин «тета-роль».

## Инвентарь ролей
Количество и состав семантических ролей, выделяемых при описании языка, могут существенно различаться в зависимости от задач описания и степени его детализации. Однако существует ряд ролей, обыкновенно включаемых лингвистами в универсальный для языков мира набор:
- агенс — одушевлённый инициатор и контролёр действия;
- пациенс — участник, претерпевающий существенные изменения;
- бенефактив — участник, чьи интересы затронуты в процессе осуществления ситуации (получает пользу или вред);
- экспериенцер — носитель чувств и восприятий;
- стимул — источник восприятий;
- инструмент осуществления действия;
- адресат — получатель сообщения (может объединяться с бенефактивом);
- источник — исходный пункт движения;
- цель — конечный пункт движения.